# 格雷丝·布伦
格雷丝·雅各布·布伦（Grace Jacob Bullen，1997年2月7日—），挪威女子摔跤运动员，2022年世界摔跤锦标赛女子自由式59公斤级银牌得主、2023年世界摔跤锦标赛女子自由式62公斤级铜牌得主、2024年夏季奥林匹克运动会女子自由式62公斤级铜牌得主。